# Soul Kitchen
Pour plus de détails, voir Fiche technique et Distribution.
Soul Kitchen est une comédie dramatique de Fatih Akın sorti le 25 décembre 2009 en Allemagne.

## Synopsis
Zinos est propriétaire d'un petit restaurant dans le quartier ouvrier de Wilhelmsburg à Hambourg, un peu bohème, appelé Soul Kitchen. Il y propose une nourriture peu élaborée mais qui trouve ses clients qui viennent nombreux pour l'ambiance conviviale du lieu. Tout change quand il rencontre Shayn, un cuisinier fantasque et élitiste, grand manieur de couteaux, de grand talent mais insuffisamment reconnu comme tel. Ce dernier l'aide alors à améliorer la qualité de la carte du restaurant, ce qui déroute les habitués. Nadine, la petite amie de Zinos, part à Shanghai pour son travail, le laissant seul et déprimé. Illias, le frère de Zinos, qui doit trouver un travail pour bénéficier de la liberté conditionnelle, lui demande alors de travailler au Soul Kitchen, plus comme une couverture qu'un réel emploi. Petit à petit, le restaurant se refait une renommée dans le milieu underground de la ville et les affaires marchent bien. Zinos, de plus en plus malheureux de l'absence de Nadine avec laquelle il ne peut plus que correspondre par Skype à des horaires impossibles, pense mettre le restaurant en gérance afin de rejoindre sa fiancée. Ne trouvant personne pour assurer l'intérim, il finit par proposer à Illias de lui céder le Soul Kitchen, ce que ce dernier accepte et peut ainsi partir pour la Chine. Cependant, à l'issue d'une soirée de jeu hasardeuse avec Neumann, un promoteur véreux, Illias perd le titre de propriété du restaurant pour payer ses dettes. Les deux frères tentent vainement un petit coup de main pour récupérer les papiers et se font arrêter par la police. Zinos reçoit un avertissement tandis que son frère est remis sous les verrous où il retrouve Neumann qui est également incarcéré pour escroquerie. Le restaurant Soul Kitchen est à vendre. Avec l'aide financière de Nadine, qui a hérité après la mort de sa grand-mère, Zinos rachète son restaurant.

## Fiche technique
- Réalisation : Fatih Akın
- Scénario : Fatih Akın et Adam Bousdoukos
- Photographie : Rainer Klausmann
- Montage : Andrew Bird
- Décors : Tamo Kunz
- Costumes : Katrin Aschendorf
- Producteur : Fatih Akın et Klaus Maeck
- Sociétés de production : Corazón International, Dorje Film, Norddeutscher Rundfunk (NDR), Pyramide Productions
- Pays d'origine :  Allemagne
- Langue : allemand, turc
- Genre : Comédie dramatique
- Durée : 99 minutes
- Sorties :
  - Festival international du film de Thessalonique 2009 : 13 novembre 2009
  -  Allemagne 25 décembre 2009
  -  Italie 8 janvier 2010
  -  France 3 mars 2010
  -  Belgique 17 mars 2010

## Distribution
- Adam Bousdoukos : Zinos Kazantsakis
- Moritz Bleibtreu : Illias Kazantsakis, le frère taulard de Zinos
- Birol Ünel : Shayn Weiss, le chef expert du couteau
- Anna Bederke : Lucia Faust, la serveuse
- Pheline Roggan : Nadine Krüger, la petite amie de Zinos
- Lukas Gregorowicz : Lutz, le musicos
- Dorka Gryllus : Anna Mondstein, la kiné de Zinos
- Wotan Wilke Möhring : Thomas Neumann, l'ancien pote de Zinos
- Demir Gökgöl : Sokrates, le vieux marin
- Monica Bleibtreu : la grand-mère de Nadine
- Marc Hosemann : Ziege, comparse d'Illias
- Cem Akın : Milli, comparse d'Illias
- Catrin Striebeck : madame Schuster, la contrôleuse du fisc
- Hendrik von Bültzingslöwen : l'assistant de madame Schuster
- Julia Wachsmann : Tanja, la petite amie de Neumann
- Udo Kier : Jung, l'homme aux cachous
- Peter Jordan : le notaire
- Uğur Yücel : Kemal, le « briseur d'os » turc

## Genèse du film
Soul Kitchen s'inspire de l'histoire personnelle de Fatih Akin et de ses amis à Hambourg qui sont des acteurs du film tels que par exemple son ami cafetier Adam Bousdoukos, qui joue le protagoniste gréco-allemand Zinos Kazantsakis. C'est dans l'établissement tenu par ce dernier, la Taverna Sotiris, que Fatih Akin a commencé à écrire le scénario du film, avec son aide. Dans ce film, Fatih Akin a voulu transporter l'état d'esprit qui régnait dans le groupe de ses amis pendant les années 2000.

## Analyse
(décembre 2011).
Si vous disposez d'ouvrages ou d'articles de référence ou si vous connaissez des sites web de qualité traitant du thème abordé ici, merci de compléter l'article en donnant les références utiles à sa vérifiabilité et en les liant à la section « Notes et références ».
Avec ce film, Fatih Akın rend aussi hommage à la ville de Hambourg où il a passé presque toute sa vie. Il a dit un jour que Soul Kitchen était un film qu'il devait encore à sa vie natale. C’est aussi l’image d’une ville qui est en train de changer. De cette façon, le cinéaste montre dans son film des endroits qui vont bientôt disparaître comme un vieux casino dans le quartier chaud de St. Pauli ou bien un club à Altona où Akın a acheté son premier disque. C’est ainsi que Soul Kitchen n’est pas seulement une comédie, mais aussi un film régional dont la patrie (au sens allemand de « heimat ») est un motif principal.

## Accueil critique
Le film réalise au cours de son exploitation plus de 1,3 million d'entrées en Allemagne, 309 747 en Italie, 281 017 en France, pour un total de 2 337 778 entrées en Europe Courrier international constate que « cette comédie décalée parle d'amour et d'amitié au sein d'une petite communauté et bénéficie d'une bande originale éclectique ». Dietrich Kuhlbrodt dans le quotidien allemand Die Tageszeitung écrit que « rien n'est érigé en sujet de débat dans le film de Fatih Akın. Quand on a appris à craindre le spéculateur immobilier, tout le monde sait qu'on est rémunéré par un gag, et il y en a beaucoup, bien amenés. […] Je suis tombé dans le film et je suis aujourd'hui un habitué du Soul Kitchen, comme si c'était mon deuxième chez moi. »
Dans la presse française, L'Express décrit le film comme « une réjouissante comédie à la bande musicale truffée de succès soul et rock », mais dans laquelle on peut voir « un tacle aux identitaires nationaux de tout poil. »
Un certain nombre de critiques ont été formulées par la presse allemande et française à l'encontre du film dont l’histoire manquerait de profondeur pour certains. Maurice Lahde, par exemple, déplore que les aspects intéressants de Soul Kitchen soient souvent cachés par des gags plats.

### Polémiques autour du film
Des reproches de plagiat de quelques détails ont assombrit le succès de Soul Kitchen. Alexander Wall, qui était cafetier à Hambourg et qui a résumé ses expériences dans un livre, accuse Fatih Akın d'avoir volé son histoire. Celui-ci a démenti avoir pris des éléments de son livre, mais il reste néanmoins quelques parallèles : dans le livre comme dans le film, il y a un restaurant à Hambourg qui devient branché, le patron du restaurant est amoureux d’une femme qui le quitte et ainsi de suite. Cependant ces éléments concernent des éléments secondaires du film et sont présents dans de nombreux autres films.

## Distinctions
- 2009 : grand prix du jury à la 66e Mostra de Venise
- 2009 : prix Arca Cinema Giovani
- 2009 : insertion dans la liste des meilleures adaptations cinématographiques d'une œuvre littéraire de la Foire du livre de Francfort[11]
- 2009 : prix du film de l'Allemagne du Nord pour le meilleur scénario[12]